# Pseudocúfico
El pseudocúfico o cufesco, a veces también pseudoárabe, es un estilo de decoración utilizado durante la Edad Media o el Renacimiento, que consiste en imitaciones de la escritura árabe cúfica, o a veces escritura árabe cursiva, realizada en un contexto no árabe: «Las imitaciones del árabe en el arte europeo a menudo se describen como pseudocúficas, tomando prestado el término para una escritura árabe que enfatiza trazos rectos y angulares, y es el más comúnmente utilizado en la decoración arquitectónica islámica.». El pseudocúfico aparece con especial frecuencia en el arte del Renacimiento en representaciones de personajes de Tierra Santa, en particular la Virgen María. Es un ejemplo de influencias islámicas en el arte occidental.

## Ejemplos antiguos

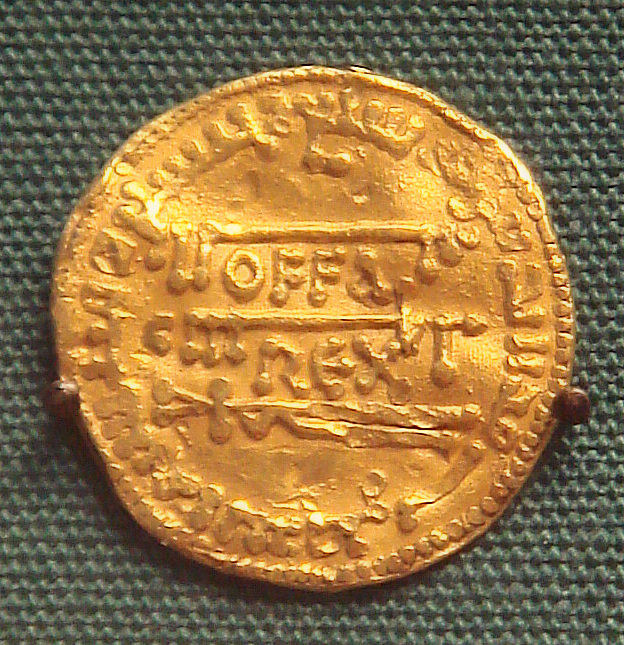
Un mancuso o dinar de oro del rey inglés Offa de Mercia (757-796), una copia de los dinares del Califato abasí (774). Muestra la leyenda latina Offa Rex («Rey Offa») entre líneas pseudocúficas.

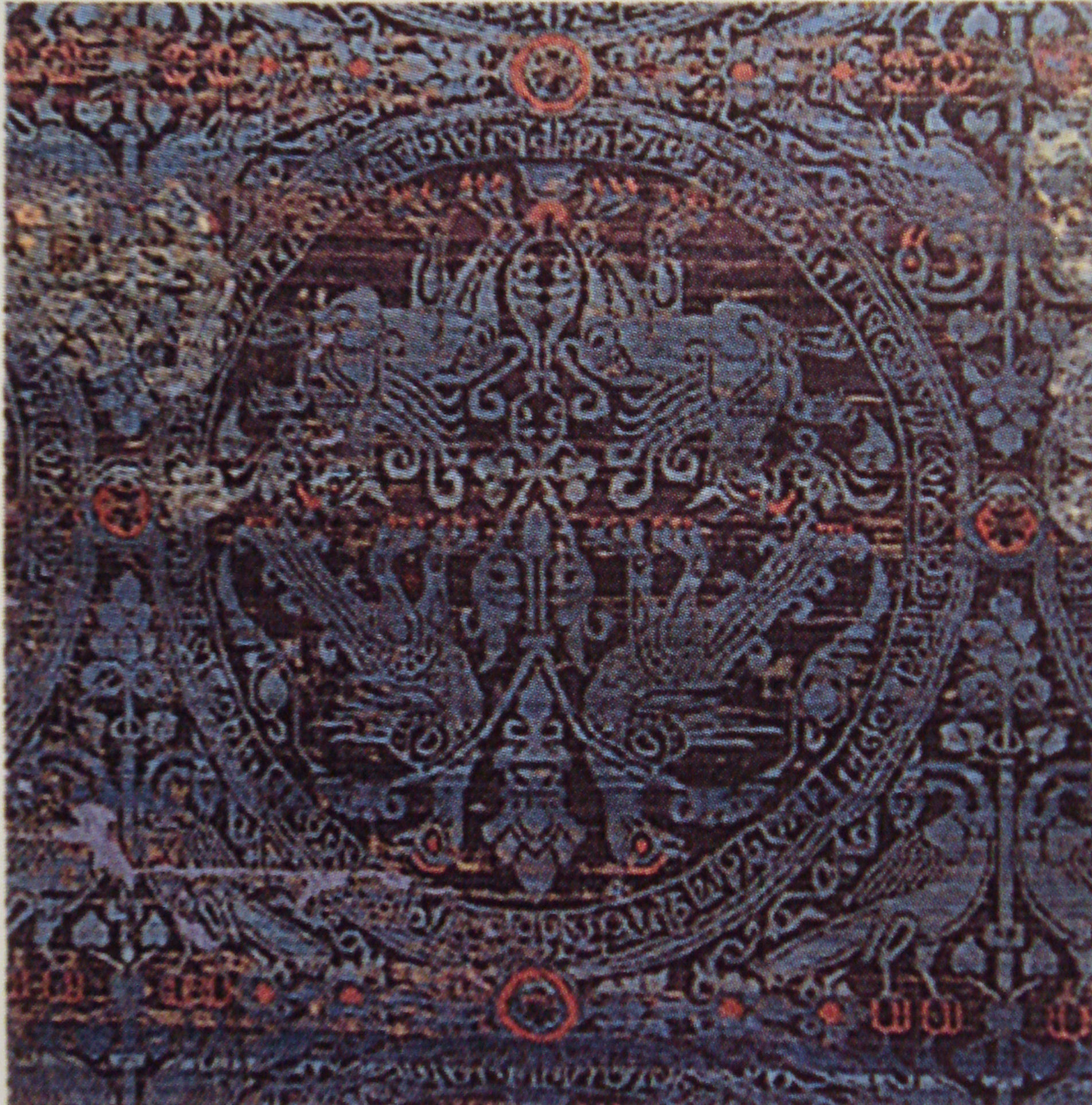
Texto pseudocúfico en medallón sobre el sudario bizantino de San Potentio,.

Algunas de las primeras imitaciones de la escritura cúfica se remontan al siglo VIII cuando el rey inglés Offa de Mercia (757-796) produjo monedas de oro que imitaban dinares islámicos. Estas monedas eran copias de un dinar abasí acuñado en 774 por el califa Al-Mansur, con "Offa Rex" centrado en el reverso. Está claro que el monedero no entendía el árabe ya que el texto árabe contiene muchos errores. La moneda pudo haber sido acuñada para comerciar con la España islámica, o puede ser parte del pago anual de 365 mancuses que Offa prometió a Roma.
En el sur de Italia medieval (en ciudades comerciantes como Amalfi y Salerno) de mediados del siglo X, las imitaciones de monedas árabes, llamadas tarì, estaban muy extendidas pero solo usaban textos pseudocúficos ilegibles.
Se conocen ejemplos de la incorporación de caligrafía cúfica y diseños en forma de rombos coloridos de inspiración islámica, como un copón francés con esmalte de Limoges conservado en el Museo Británico. La banda en escritura pseudocúfica «era una característica ornamental recurrente en Limoges y había sido adoptada durante mucho tiempo en Aquitania».

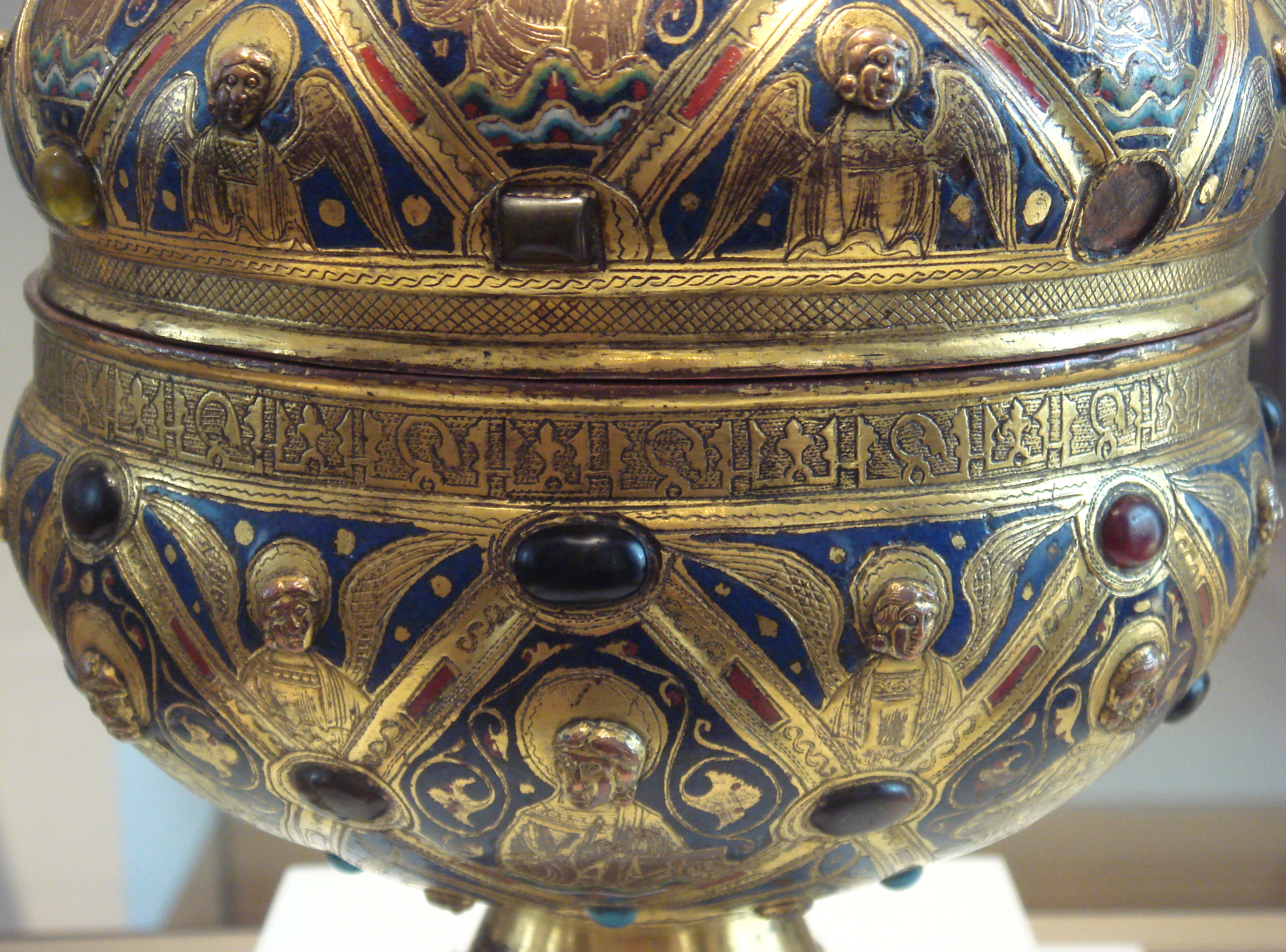
Banda pseudocúfica en copón con esmalte de Limoges, circa 1200. Museo del Louvre.
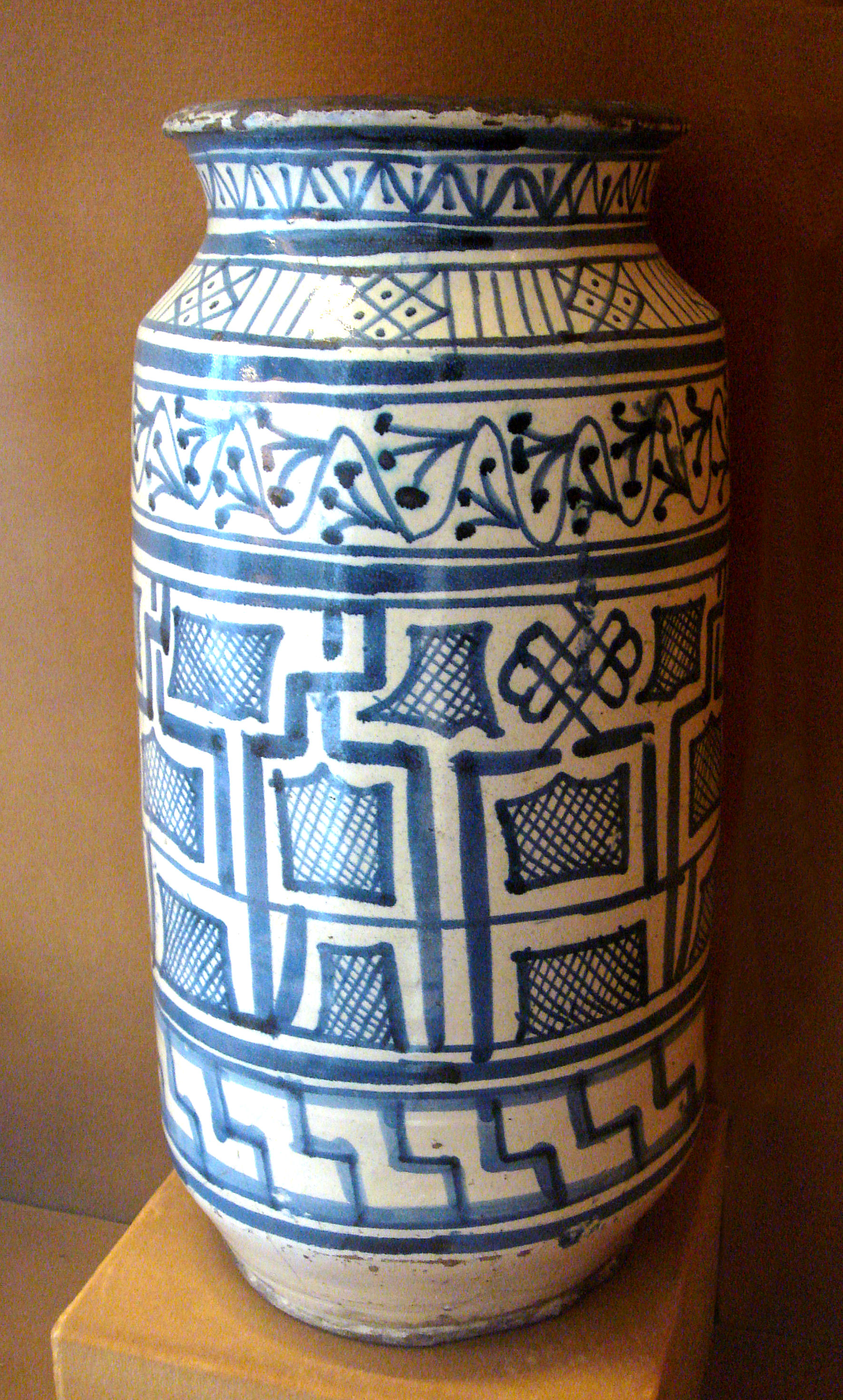
Fayenza azul y blanca albarello con con diseños inspirados en la caligrafía cúfica, Toscana, segunda mital del siglo XV.

## Pintura renacentista

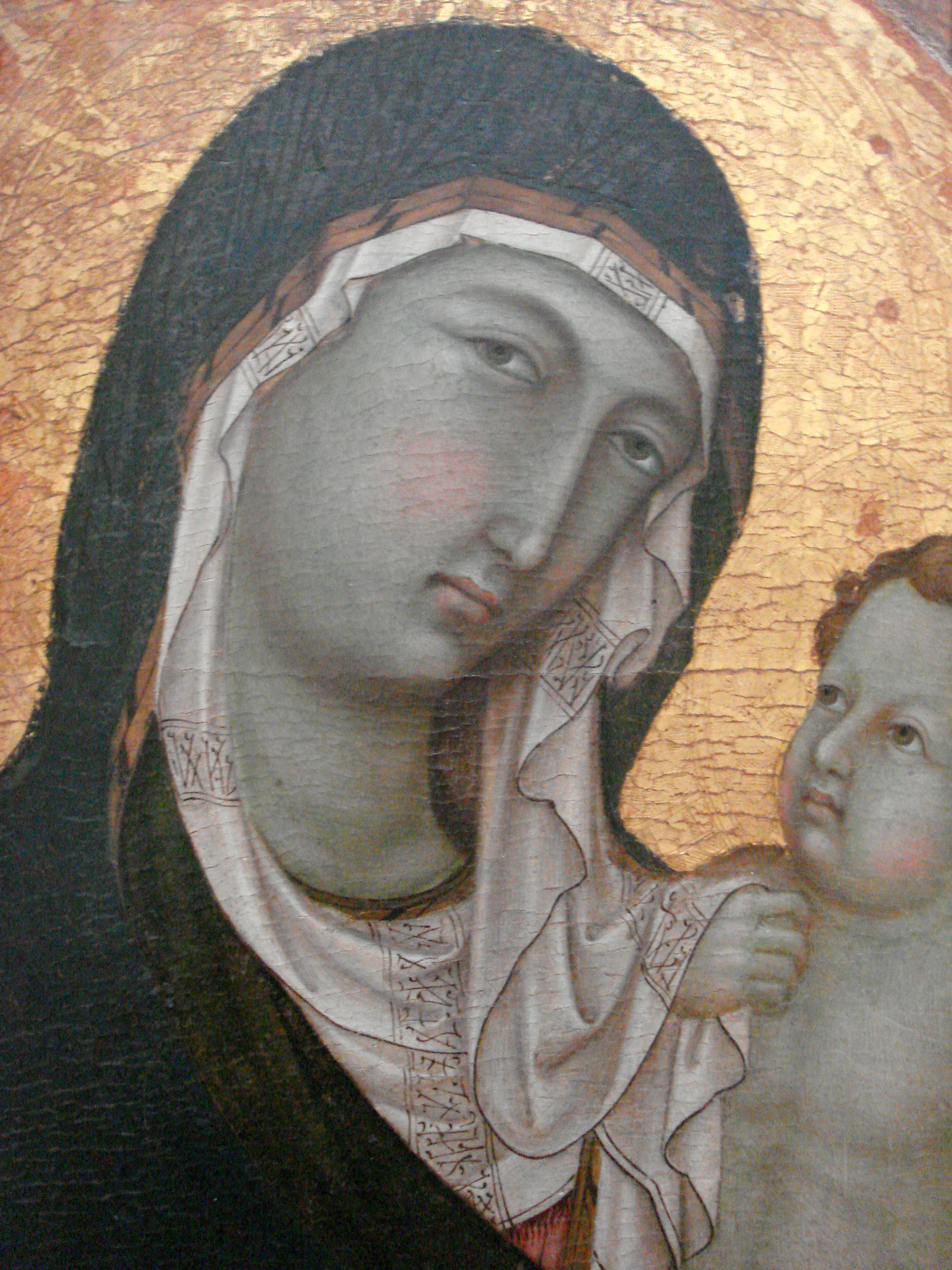
Pseudocúfico en el velo de la Virgen, Ugolino di Nerio, 1315-1320.

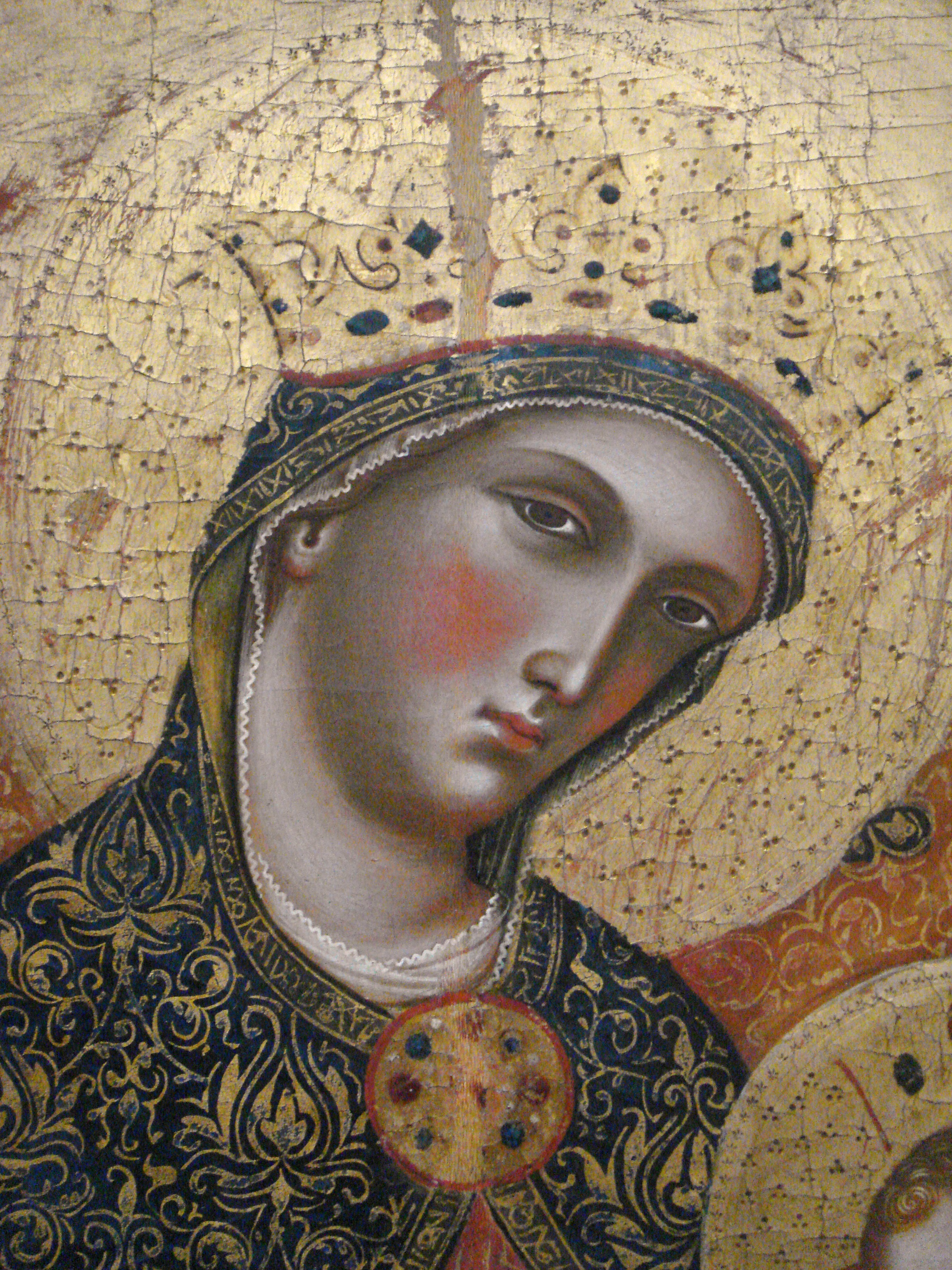
Manto pseudocúfico, en Virgen María y Niño de Paolo Veneziano, 1358. Museo del Louvre.

Se conocen numerosos ejemplos de pseudocúficos en el arte europeo desde el siglo X al XV. Las inscripciones pseudocúficas fueron utilizadas a menudo como bandas decorativas en la arquitectura de la Grecia bizantina desde mediados del siglo XI hasta mediados del siglo XII, y en bandas decorativas alrededor de escenas religiosas en pinturas murales francesas y alemanas desde mediados del siglo XII hasta mediados del XIII, así como en las ilustraciones de manuscritos coetáneas. El pseudocúfico también se utilizó como escritura o como elementos decorativos en textiles, halos religiosos o escenas. Muchos son visibles en las pinturas de Giotto (hacia 1267-1337).
De 1300 a 1600, según Rosamond Mack, las imitaciones italianas de la escritura árabe tienden a depender de la árabe cursiva en lugar de la cúfica, y por lo tanto debería designarse mejor con el término más generalista de «pseudoárabe». El hábito de representar halos dorados decorados con escritura pseudocúfica parece que desapareció en 1350, pero revivió alrededor de 1420 con el trabajo de pintores como Gentile da Fabriano, que probablemente respondía a la influencia artística de Florencia, o Masaccio, que estuvo influenciado por Gentile, aunque su propio escritura era «irregular y burda», así como Giovanni Toscani o Fra Angélico, en un estilo más gótico.

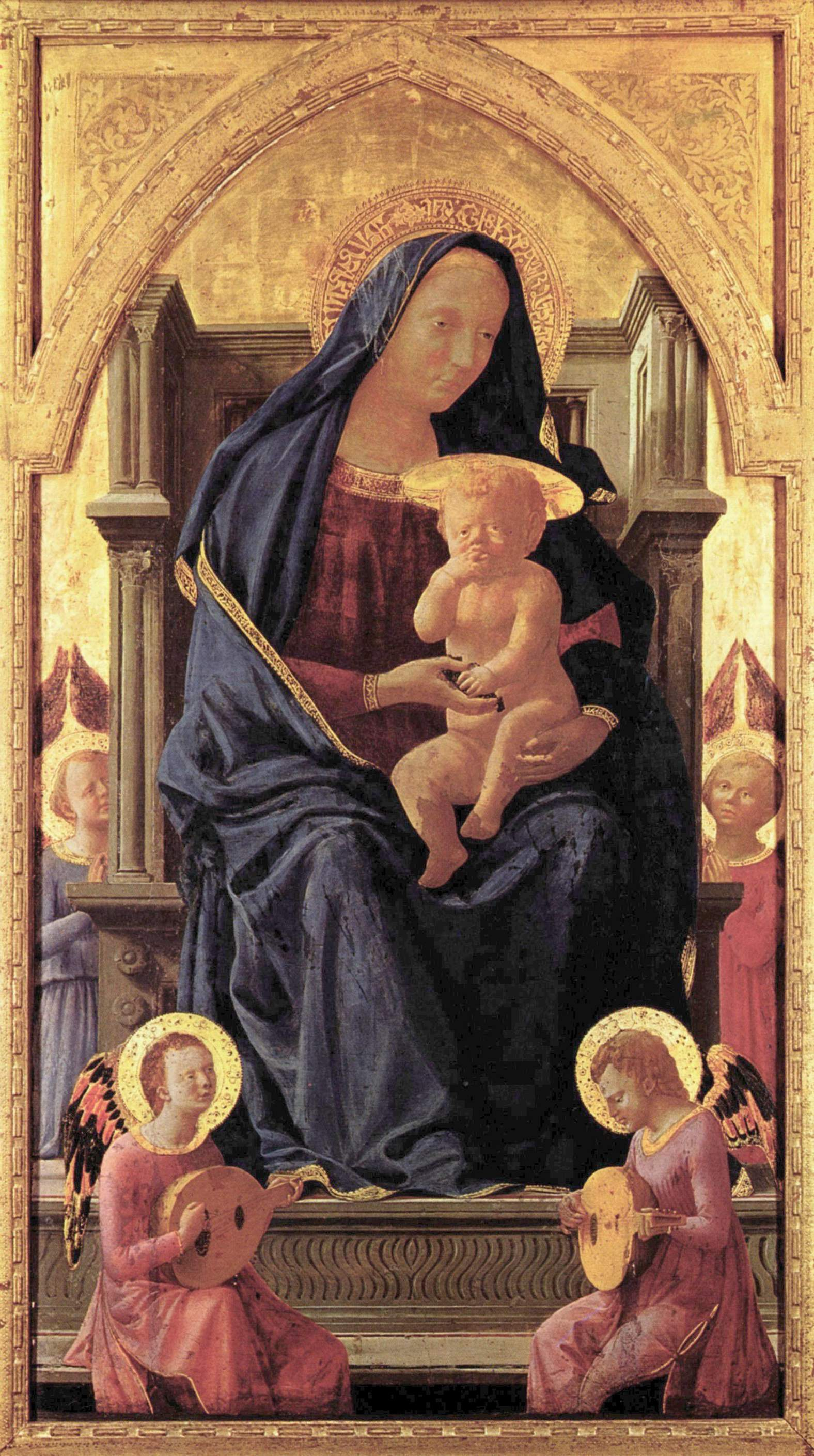
Virgen María con halo pseudoárabe de Masaccio (1426).

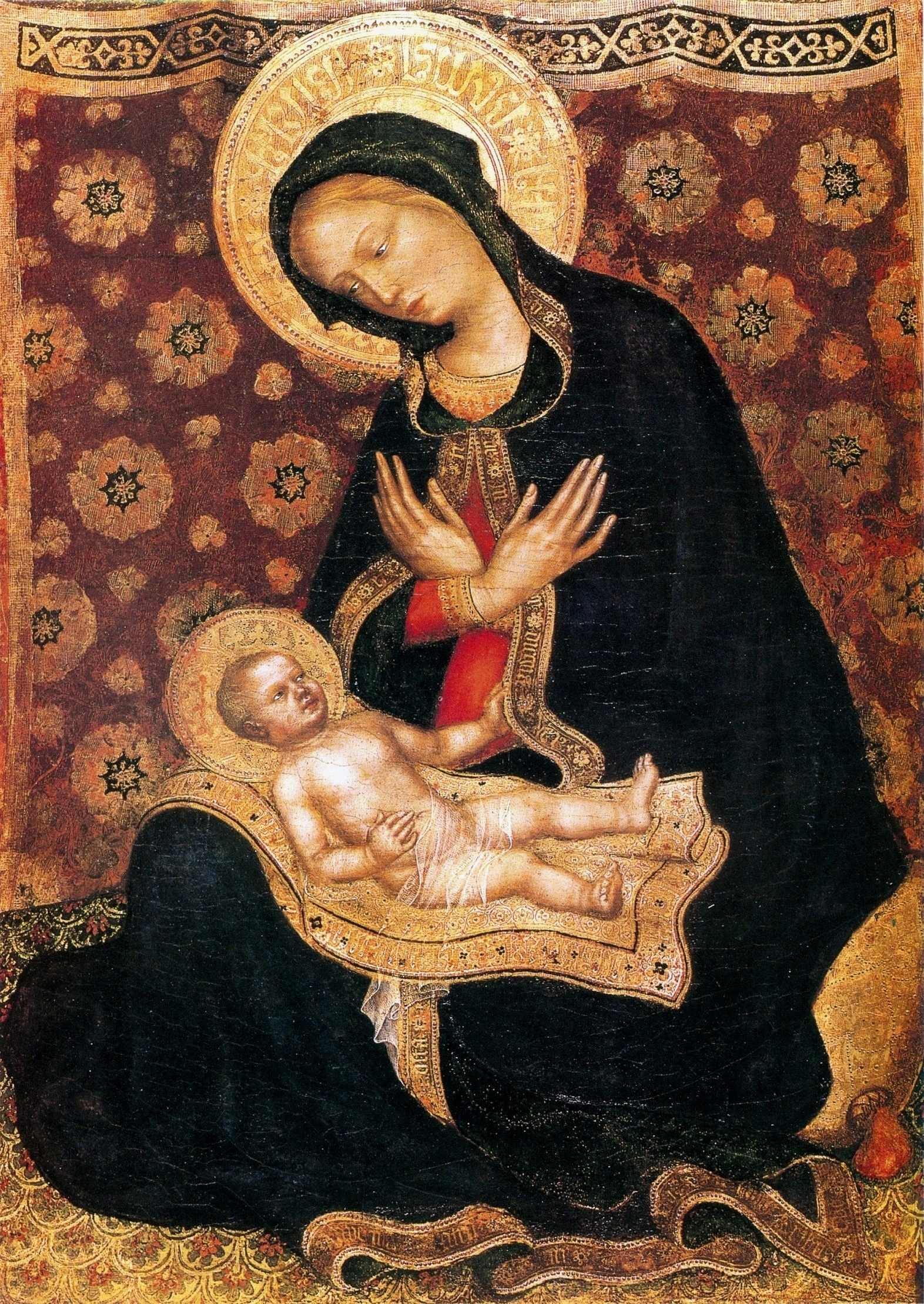
Pseudoárabe en Manto de Cristo Niño. Gentile da Fabriano.

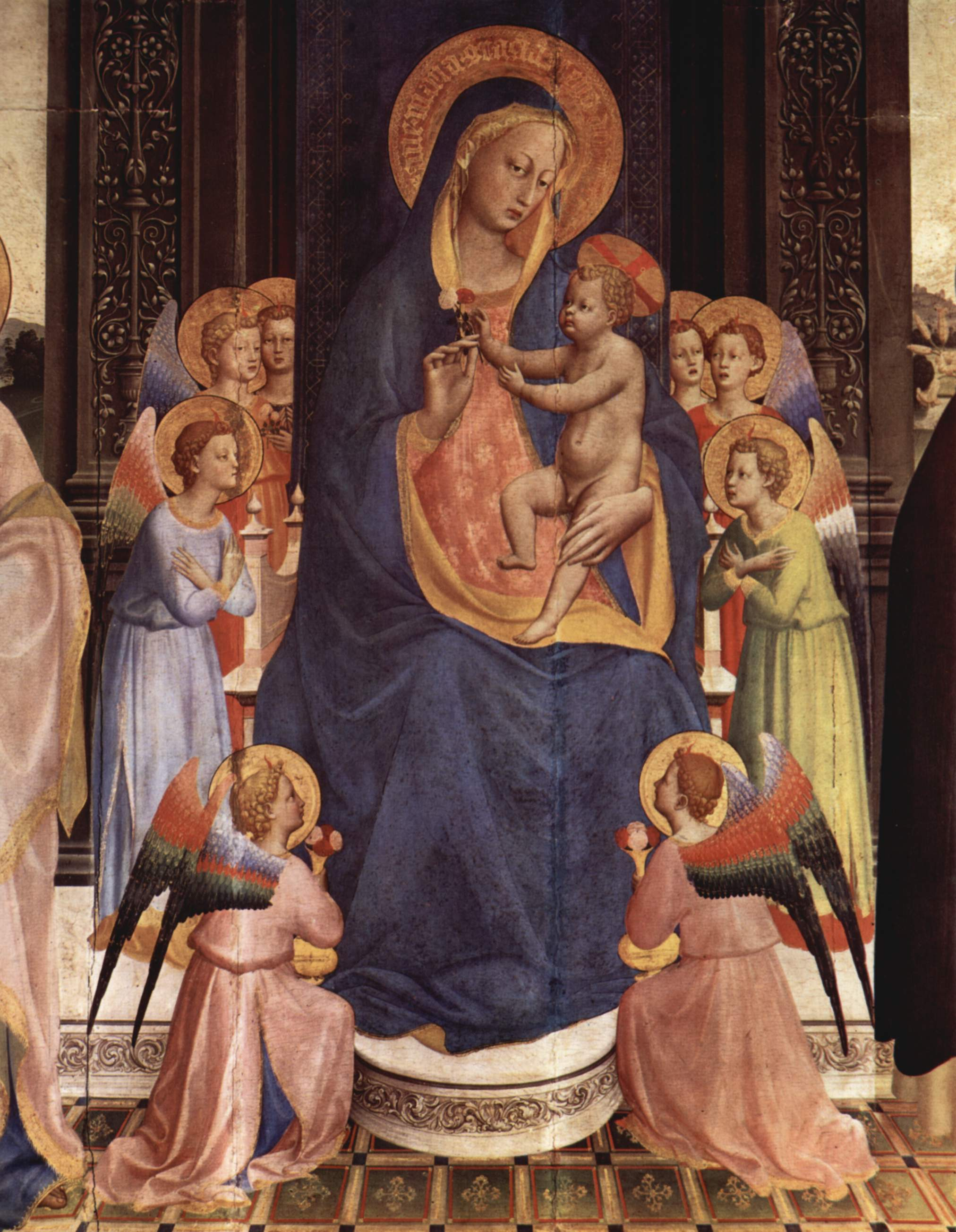
Virgen con pseudoárabe goticizante de Fra Angélico (1428–1430).

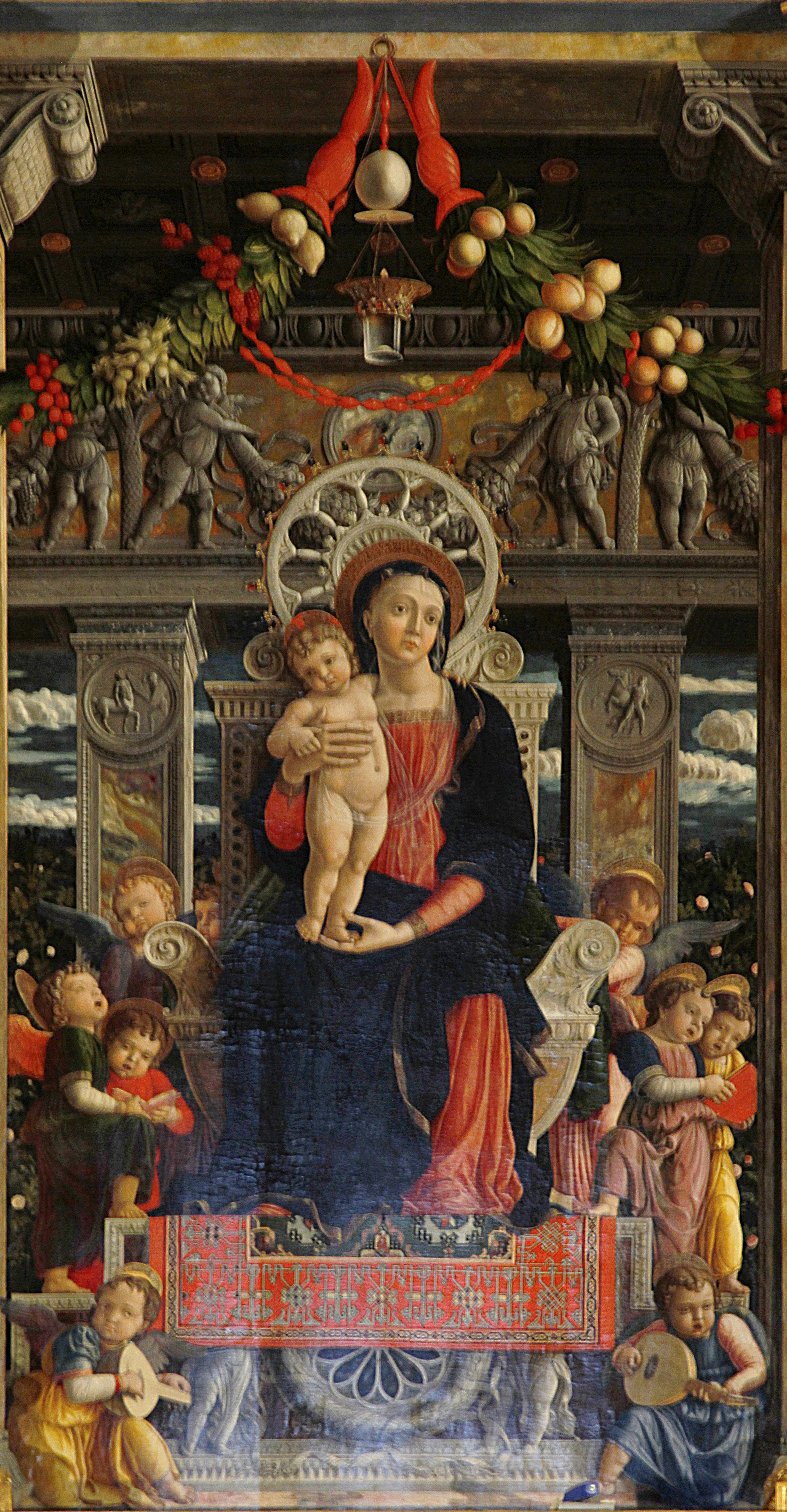
La Virgen María de Andrea Mantegna en el Retablo de San Zenón combina halos y vestidos con dobladillo pseudoárabe, con una alfombra turca a sus pies (1456–1459).

Desde circa 1450, los artistas del norte de Italia también comenzaron a incorporar recursos decorativos pseudoislámicos en sus pinturas. Francesco Squarcione comenzó la tendencia en 1455, y pronto fue seguido por su principal alumno, Andrea Mantegna. En el retablo de San Zenón de 1456-1459, Mantegna combinó escritura pseudoislámica en halos y dobladillos de prendas de vestir (ver detalle), a la representación de encuadernaciones de libros mamelucos de la mano de San Zenón (ver detalle), e incluso en una alfombra turca a los pies de la Virgen María (ver detalle).
La razón exacta para la incorporación de pseudocúfico o pseudoárabe en la pintura medieval o del Renacimiento inicial no está clara. Parece que los occidentales asociaron erróneamente los textos de Oriente Medio de los siglos XIII-XIV con los textos de la época de Jesús de Nazaret, por lo que encontraron natural representar a los primeros cristianos en asociación con ellos: «En el arte del Renacimiento, la escritura pseudocúfica se usó para decorar los vestidos de los héroes del Antiguo Testamento como David». Otra razón podría ser que el artista deseara expresar una universalidad cultural para la fe cristiana, al combinar varias lenguas escritas, en un momento en que la Iglesia tenía fuertes ambiciones internacionales.
El pseudohebreo también se ve a veces, como en el mosaico en la parte posterior del ábside de la Circuncisión de Marco Marziale, que no utiliza caracteres hebreos reales. Fue especialmente común en las obras alemanas.
Finalmente, los elementos pseudoárabes se tornaron raros después de la segunda década del siglo XVI. Según Rosamond Mack: «Los textos, vestimentas y halos orientales desaparecieron cuando los italianos miraron la época de los primeros cristianos en un contexto romano antiguo».

## Galería

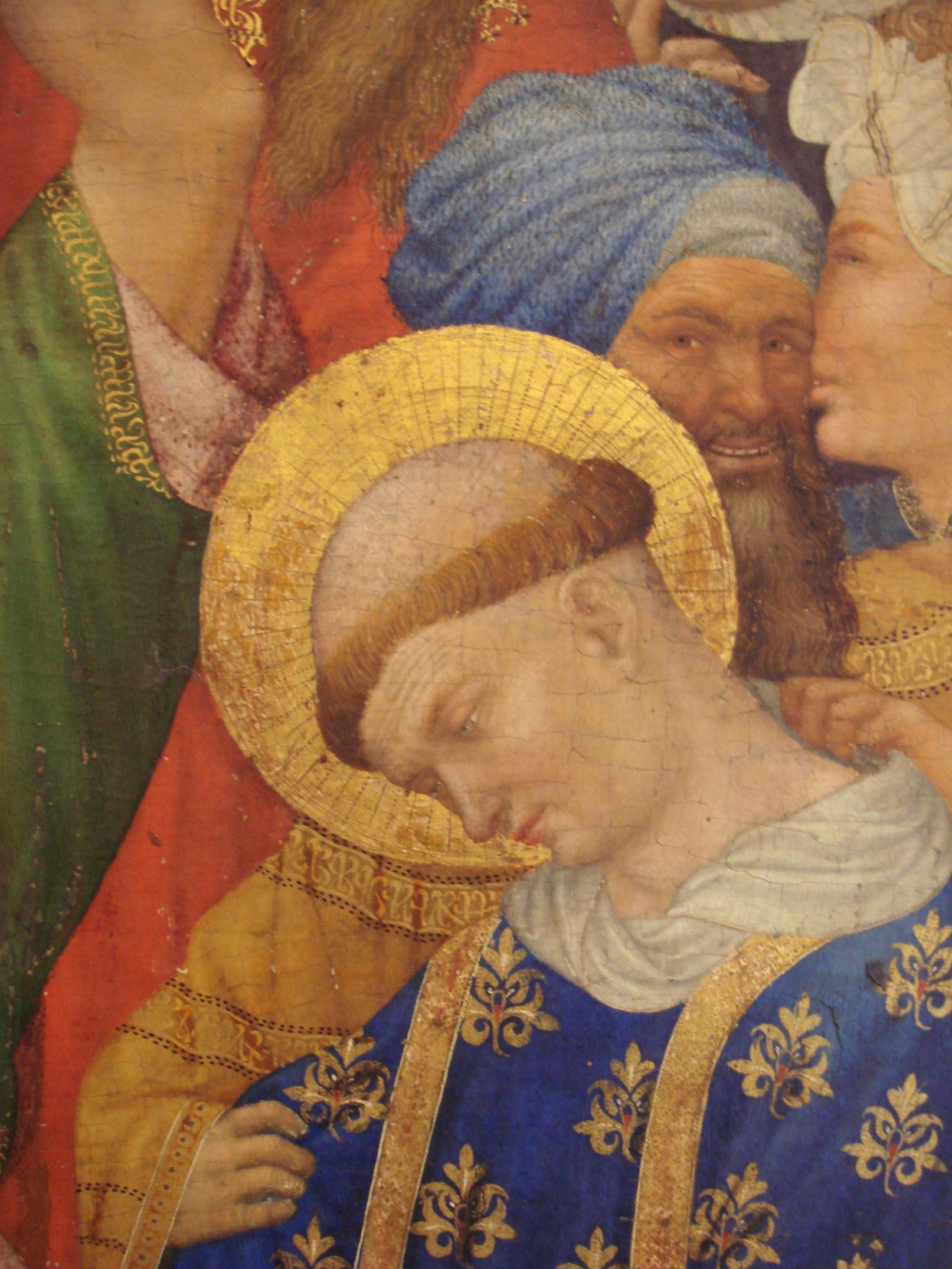
Pseudocúfico sobre las vestiduras de Le Retable de Saint Denis de Henri Bellechose , 1415–1416.
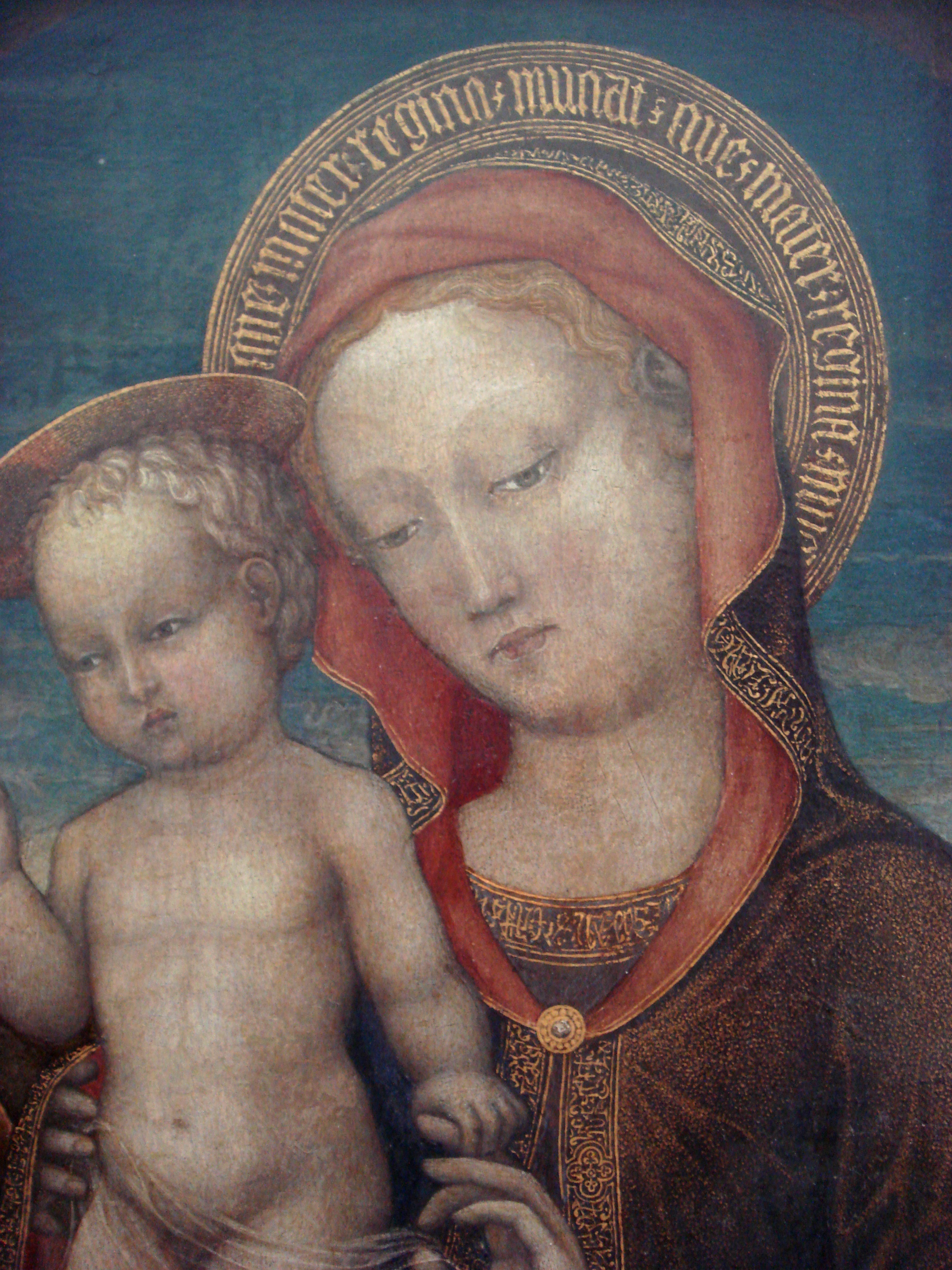
Virgen de la Humildad, adorada por un príncipe dela Casa de Este de Jacopo Bellini, 1440, con manto pseudocúfico, con el halo en escritura romana. Museo del Louvre.
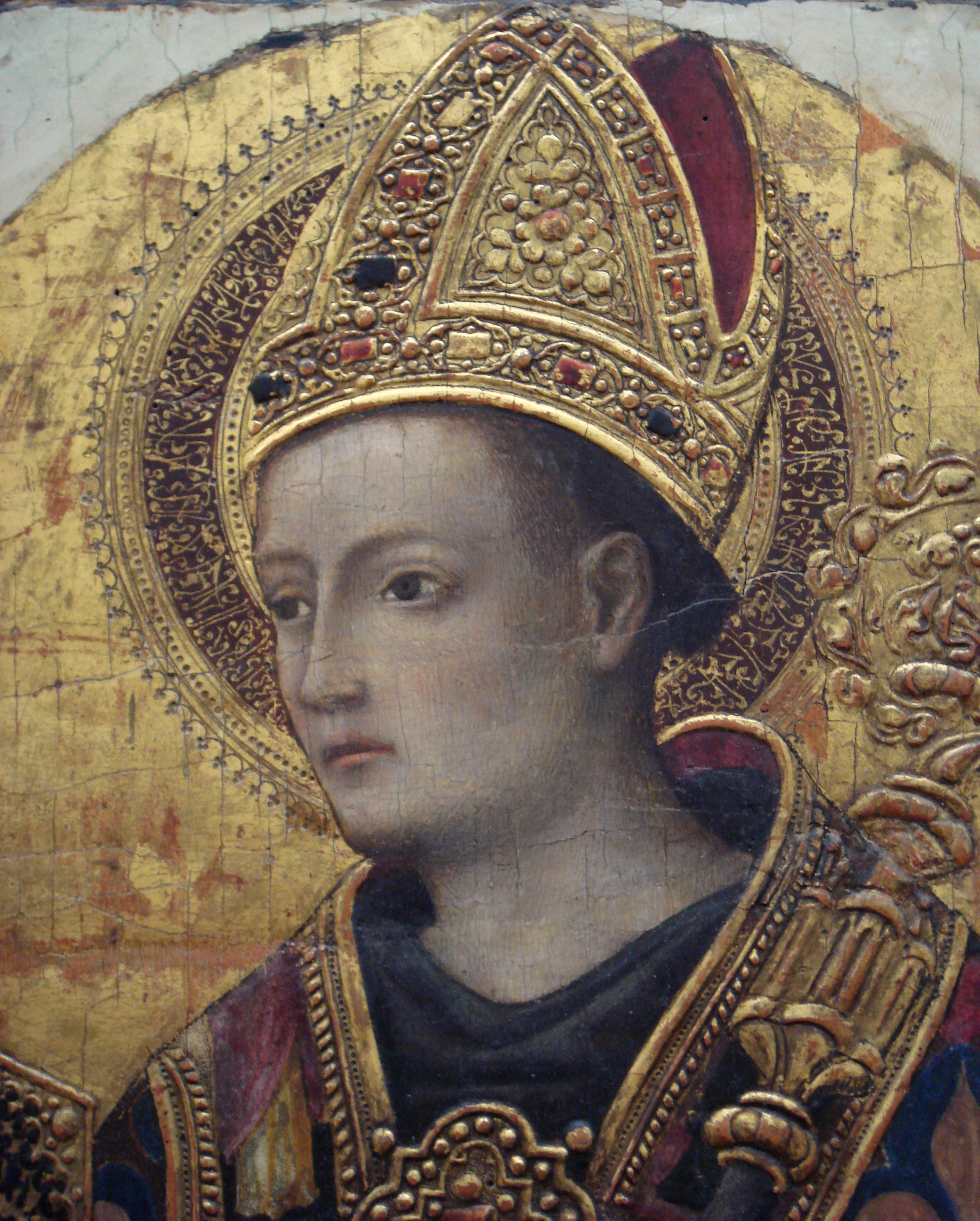
Halo pseudocúfico en San luis de Tolosa, de Antonio Vivarini, 1450. Museo del Louvre.
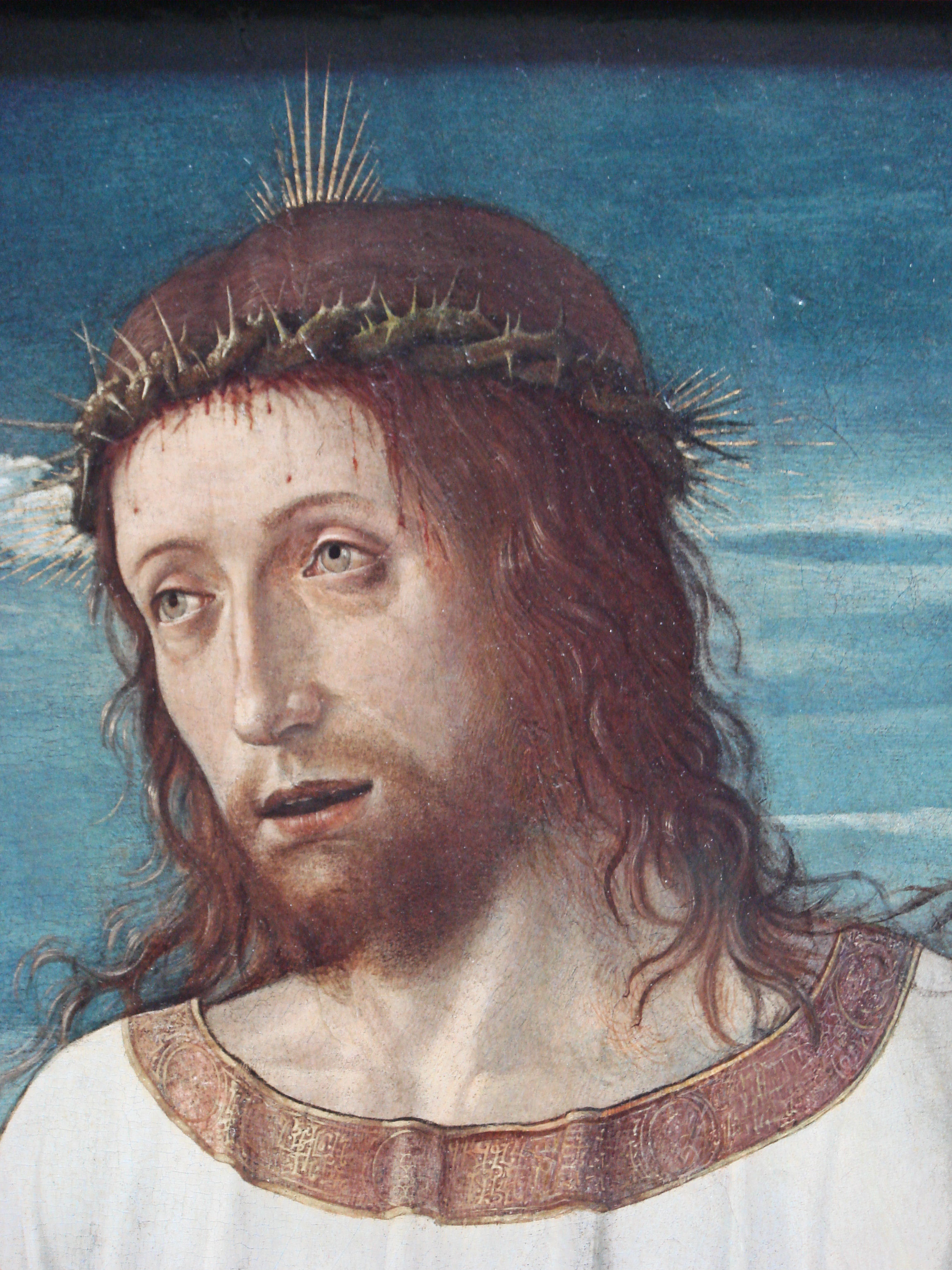
Dobladilo pseudocúfico en Le Christ Bénissant de Giovanni Bellini , 1465–1470. Museo del Louvre.
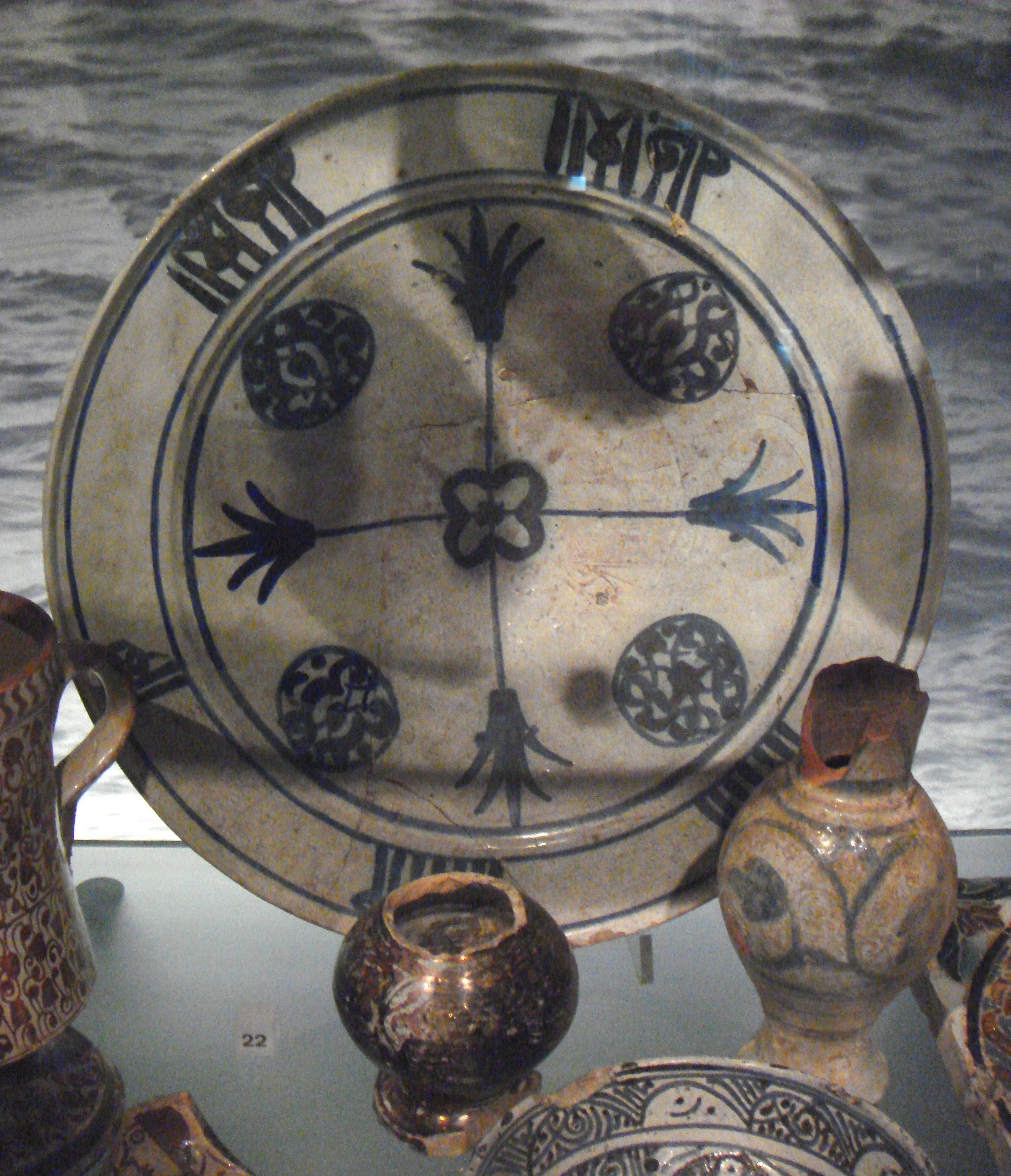
Plato andalusí de principios del siglo XVI con escritura pseudoárabe alrededor del borde, exhumado en Londres. Museo de Londres.

### Pseudohebreo

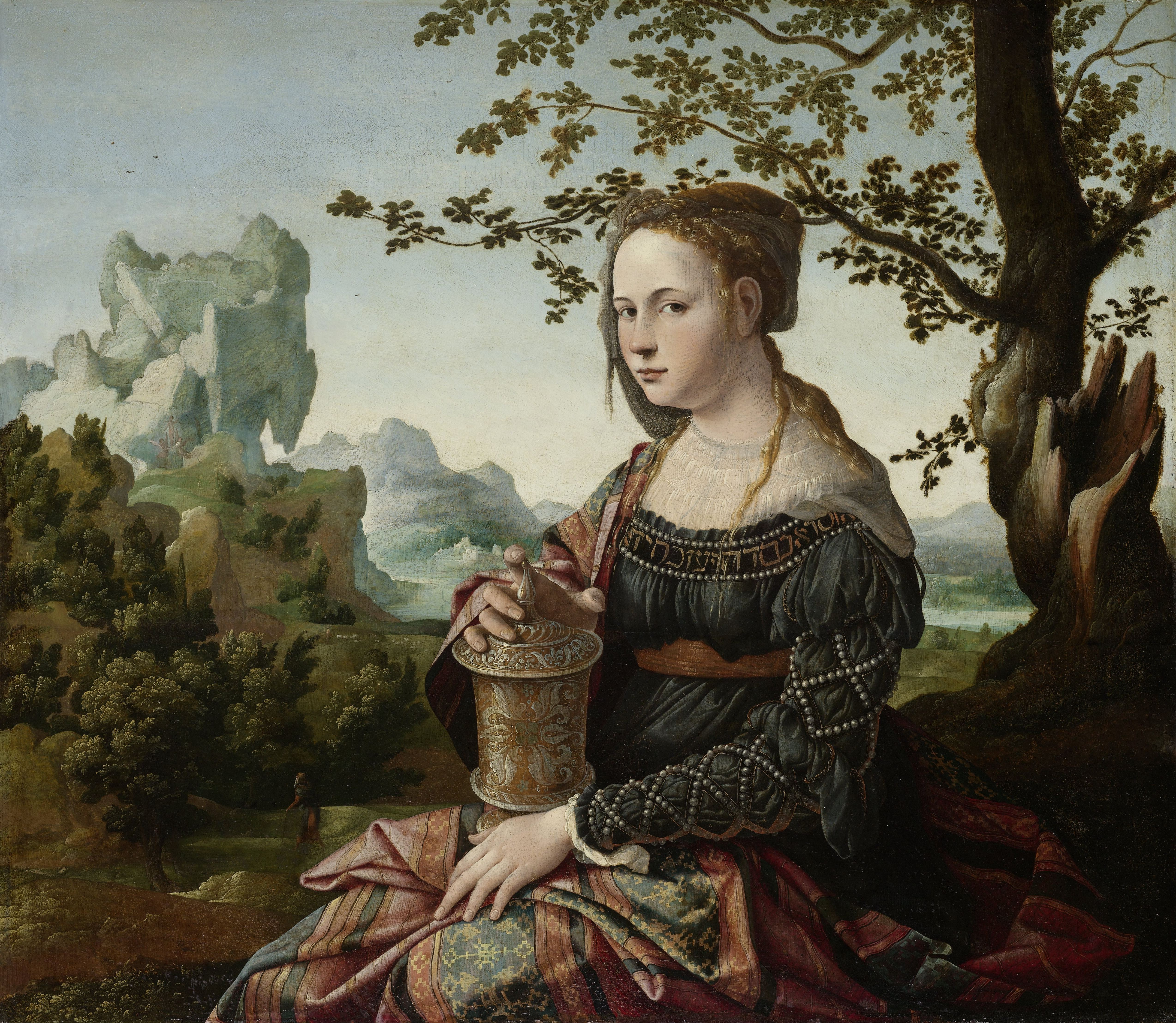
Escritura pseudohebrea sobre el bustier de María Magdalena de Jan van Scorel, 1530.